# Pseudarchaster parelii
Pseudarchaster parelii is een kamster uit de familie Pseudarchasteridae.
De wetenschappelijke naam van de soort werd, als Astropecten parelii, in 1846 gepubliceerd door Magnus Wilhelm von Düben & Johan Koren.